# Прохоров, Николай Иванович (государственный деятель)
Николай Иванович Прохоров — советский хозяйственный, государственный и партийный деятель.

## Биография
Родился в 1907 году. Член КПСС с ? года.
С 1929 года — на хозяйственной, общественной и политической работе. В 1929—1946 гг. — на партийной работе в Белорусской ССР, заведующий организационно-партийным отделом ЦК КП(б) Беларуси, секретарь ЦК КП(б) Беларуси по водному транспорту, начальник Специальной школы Белорусского Штаба партизанского движения, заведующий Военным отделом ЦК КП(б) Беларуси, 1-й секретарь Витебского областного комитета КП Беларуси
Избирался депутатом Верховного Совета Белорусской ССР.
Делегат XIX съезда КПСС.
Умер до 1985 года.